# أكسل شبرنغر

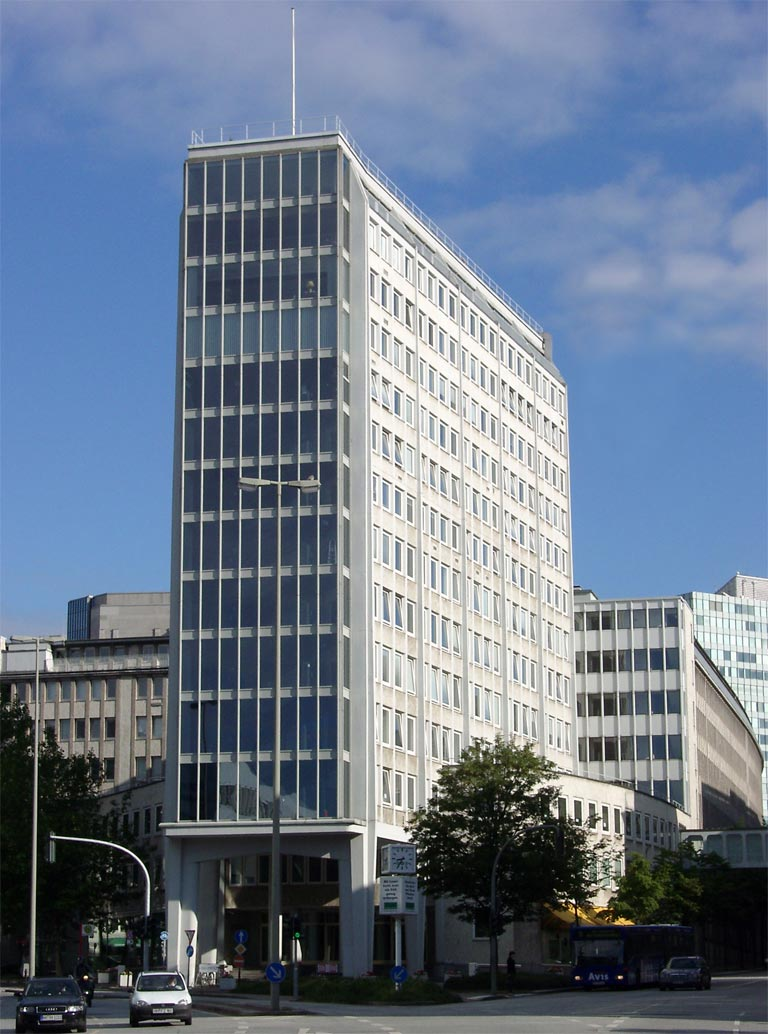
أكسل شبرينقر

أكسل شبرينقر (بالألمانية: Axel Springer)؛ (2 مايو 1912 في هامبورغ - 22 سبتمبر 1985 في برلين) كان ناشر صحفي ألماني ومؤسس ومالك للشركة المساهمة شركة أكسل شبرينقر.

## روابط خارجية
- أكسل شبرنغر على موقع IMDb (الإنجليزية)
- أكسل شبرنغر على موقع الموسوعة البريطانية (الإنجليزية)
- أكسل شبرنغر على موقع مونزينجر (الألمانية)
- أكسل شبرنغر على موقع ديسكوغز (الإنجليزية)
- أكسل شبرنغر على موقع قاعدة بيانات الفيلم (الإنجليزية)
- أكسل شبرنغر على موقع كينوبويسك (الروسية)